# 61-es vízibusz (Velence)
A velencei 61-es jelzésű vízibusz a Piazzale Roma és a Lido között közlekedett, párban a 62-es járattal, mely ellentétes irányban járt. A viszonylatot az ACTV üzemeltette.

## Története
A 61-es vízibusz eredetileg Murano megállóit kötötte össze a Lidóval. Mivel Murano körül hurokjáratként közlekedett, ami két irányban lehetséges, ezért a két irányt a járatok számozásával különböztették meg. Az óramutató járásával ellenkezően a 61-es, ellentétes irányban a 62-es járat közlekedett. 2000-től a Murano és a Piazzale Roma közötti szakaszt átvette a 41/42-es pár, ezért a 61/62-es pár megrövidült, de a számozás nem változott.
A járat előzménye a régi 5-ös család volt, ezek átalakításával 1999-ben jött létre az 41/42-es és 51/52-es párral együtt.
2011-ben, a téli menetrend bevezetésével a 61-es és 62-es járatokat összevonták, és új számot, a 6-ost kapták.
A régi 61-es járat története:
| Időszak     | Járat- szám | Megállók |
| ----------- | ----------- | --- |
| 1978 – 1983 | 5           | Riva degli Schiavoni – Tana – Celestia – Ospedale Civile – Fondamente Nuove – Isola San Michele – Murano (Navagrero) – Murano (Museo) – Murano (Fondamenta Venier) – Murano (Serenella) – Murano (Navagero) – Murano (Faro) – Murano (Colonna) – Isola San Michele – Fondamente Nuove – Madonna dell’Orto – San Alvise – Ponte Tre Archi – Ponte Guglie – Ferrovia – Piazzale Roma – Zattere – Sant’Eufemia – Redentore – Ostello – San Giorgio Maggiore – Riva degli Schiavoni |
| 1984 – 1995 | 5           | Riva degli Schiavoni – Tana – Celestia – Ospedale Civile – Fondamente Nuove – Isola San Michele – Murano (Navagrero) – Murano (Museo) – Murano (Fondamenta Venier) – Murano (Serenella) – Murano (Navagero) – Murano (Faro) – Murano (Colonna) – Isola San Michele – Fondamente Nuove – Madonna dell’Orto – San Alvise – Ponte Tre Archi – Ponte Guglie – Ferrovia – Piazzale Roma – Zattere – Sant’Eufemia – Redentore – Ostello – San Giorgio Maggiore – Riva degli Schiavoni |
| 1984 – 1995 | 5/          | Riva degli Schiavoni – Sant’Elena – Murano (Navagrero) – Murano (Museo) – Murano (Fondamenta Venier) – Murano (Serenella) – Murano (Navagero) – Murano (Faro) – Murano (Colonna) – Ponte Tre Archi – Ponte Guglie – Ferrovia – Piazzale Roma – Tronchetto A (1991-től) – Tronchetto B (1991-től) |
| 1996 – 1998 | 23          | San Zaccaria (Iolanda) – Tana – Celestia – Ospedale Civile – Fondamente Nuove – Cimitero – Murano (Navagero) – Murano (Faro) – Murano (Colonna) – Cimitero – Fondamente Nove – Ospedale Civile – Celestia – Tana – San Zaccaria (Iolanda) (Csak ebben az irányban) |
| 1996 – 1998 | 52 verde    | Lido (Santa Maria Elisabetta) – Sant’Elena – Giardini Biennale – San Zaccharia (Iolanda) – Zattere – Santa Marta – Piazzale Roma – Ferrovia (Bar Roma) – Ponte di Guglie – Ponte di Tre Archi – San Alvise – Madonna dell’Orto – Fondamente Nove – Cimitero – Murano (Colonna) – Murano (Serenella) – Murano (Fondamenta Vernier) – Murano (Museo) – Murano (Navagero) – Murano (Faro) – Murano (Colonna) – Cimitero – Fondamente Nove – Madonna dell’Orto – San Alvise – Ponte di Tre Archi – Ponte di Guglie – Ferrovia (Bar Roma) – Piazzale Roma – Santa Marta – Zattere – San Zaccaria (Iolanda) – Giardini Biennale – Sant’Elena – Lido (Santa Maria Elisabetta) (Csak ebben az irányban) |
| 1996 – 1998 | 52 viola    | Piazzale Roma (Santa Chiara) – Sacca Fisola – Sant’Eufemia – Zitelle – San Zaccaria (Iolanda) – Tana – Celestia – Ospedale Civile – Fondamente Nove – Cimitero – Murano (Colonna) – Murano (Serenella) – Murano (Fondamenta Vernier) – Murano (Museo) – Murano (Navagero) – Murano (Faro) – Murano (Colonna) – Fondamente Nove – Ospedale Civile – Celstia – Tana – San Zaccaria (Iolanda) – Zitelle – Sant’Eufemia – Sacca Fisola – Piazzale Roma (Santa Chiara) (csak ebben az irányban) |
| 1999 – 2000 | 61          | Murano (Colonna) – Murano (Serenella) – Murano (Fondamenta Vernier) – Murano (Museo) – Murano (Navagero) – Murano (Faro) – Murano (Colonna) – Ferrovia – Piazzale Roma (Parisi) – Zattere – Giardini – Sant’Elena – Lido, Santa Maria Elisabetta (Csak ebben az irányban) |
| 1999 – 2000 | 62          | Lido, Santa Maria Elisabetta – Sant’Elena – Giardini – Zattere – San Basilio – Santa Marta – Piazzale Roma (Parisi) – Ferrovia – Murano (Colonna) – Murano (Faro) – Murano (Navagero) – Murano (Museo) – Murano (Fondamenta Vernier) – Murano (Serenella) – Murano (Colonna) (Csak ebben az irányban) |
| 2000 – 2011 | 61          | Piazzale Roma (Parisi) – Santa Marta – San Basilio – Zattere – Giardini – Sant’Elena – Lido, Santa Maria Elisabetta (Csak ebben az irányban) |
| 2000 – 2011 | 62          | Lido, Santa Maria Elisabetta – Sant’Elena – Giardini – Zattere – San Basilio – Santa Marta – Piazzale Roma (Parisi) (Csak ebben az irányban) |

## Megállóhelyei
| sz. | idő (perc) | megállóhely neve             | látnivalók                                      |
| --- | ---------- | ---------------------------- | ----------------------------------------------- |
| 0   | 0          | Piazzale Roma (Parisi)       |                                                 |
| 1   | 6          | Santa Marta                  | (nemzetközi kikötő), Santa Marta                |
| 2   | 10         | San Basilio                  | (nemzetközi kikötő), San Basilio                |
| 3   | 13         | Zattere                      | Zattere, Gesuati, Santa Maria della Visitazione |
| 4   | 25         | Giardini                     | Giardini Biennale                               |
| 5   | 28         | Sant’Elena                   | Sant'Elena                                      |
| 6   | 33         | Lido, Santa Maria Elisabetta | Santa Maria Elisabetta                          |